# Vidoje Matić
Vidoje Matić (* 27. Januar 1996 in Bielefeld) ist ein deutscher Futsal- und Fußballspieler serbischer Abstammung.

## Werdegang
Mit dem MCH Futsal Club Sennestadt wurde Matić in der Saison 2016/17 Meister und qualifizierte sich für die deutsche Meisterschaft 2017, wo sein Team im Viertelfinale am VfL 05 Hohenstein-Ernstthal scheiterte. Im September 2017 berief Bundestrainer Marcel Loosveld Matić in die deutsche Nationalmannschaft, wo Matić am 10. September 2017 beim Spiel gegen die Türkei sein Debüt feierte.
Im Fußball begann Vidoje Matić seine Karriere bei der Spvg Steinhagen und wechselte dann in den  Nachwuchsbereich von Arminia Bielefeld. Mit der B-Jugend musste er 2012 aus der Bundesliga absteigen. Zwischen 2013 und 2015 absolvierte er 25 Spiele in der A-Junioren-Bundesliga und erzielte dabei zwei Tore. Nach Ablauf seiner Jugendzeit wechselte Matić zum Oberligisten FC Gütersloh 2000, wo er in den folgenden zwei Jahren allerdings kaum zum Einsatz kam. Der offensive Mittelfeldspieler wurde sieben Mal eingesetzt, ohne dass ihm ein Tor gelang. Im Sommer 2017 wechselte er daraufhin zum Landesligisten Spvg Steinhagen, wo in den 1990er Jahren bereits sein Vater Dragan spielte. Nach nur einem halben Jahr zog Matić weiter zum Bezirksligisten TBV Lemgo und schloss sich im Sommer 2018 Schwarz-Weiß Sende an. In der Winterpause der Saison 2018/19 zog er zum Ligarivalen SC Hicret Bielefeld weiter. Im Sommer 2019 wechselte Matic zum Westfalenligisten VfB Fichte Bielefeld.
Hauptberuflich absolviert er eine Ausbildung zum Kaufmann für Büromanagement. Am 24. September 2019 war Matić in einen schweren Verkehrsunfall verwickelt. Auf der A 2 bei Gütersloh fuhr er aus ungeklärter Ursache mit seinem LKW auf einem auf den Standstreifen stehenden anderen LKW auf. Dabei brach er sich den dritten und vierten Halswirbel, erlitt eine Schädelbasisbruch und brach sich ferner noch einige Rippen, das Schlüsselbein, einen Kiefer und das Jochbein. Es folgte ein sechswöchiger Aufenthalt im Krankenhaus.